# روپرت (آیداهو)
روپرت (به انگلیسی: Rupert) شهری در شهرستان مونیدوکا ایالت آیداهو است که جمعیت آن در سرشماری سال ۲۰۱۰ میلادی ۵٬۵۵۴ نفر بوده است.

## موقعیت جغرافیایی
موقعیت جغرافیایی شهرها و مناطق اطراف به شرح زیر است: